# Richard Rankin
Richard Rankin, nato Richard Harris (Glasgow, 4 gennaio 1983), è un attore scozzese.

## Filmografia

### Cinema
- Dead Ringer, regia di Carter Ferguson – cortometraggio (2011)
- The House of Him, regia di Robert Florence (2014)
- Il sapore del successo (Burnt), regia di John Wells (2015)

### Televisione
- VideoGaiden – serie TV, episodi 2x02-2x06 (2006)
- Legit – serie TV, episodio 1x05 (2007)
- The Old Guys – serie TV, episodio 1x03 (2009)
- Burnistoun – serie TV, 21 episodi (2009-2019)
- Taggart – serie TV, episodio 26x01 (2010)
- The Crimson Field – serie TV, 6 episodi (2014)
- Testimoni silenziosi (Silent Witness) – serie TV, episodi 18x03-18x04 (2015)
- American Odyssey – serie TV, episodi 1x10-1x11 (2015)
- The Syndicate – serie TV, 6 episodi (2015)
- From Darkness – miniserie TV, 4 puntate (2015)
- Thirteen – miniserie TV, 5 episodi (2016)
- Outlander – serie TV (2016-in corso)
- The Replacement – miniserie TV, 3 puntate (2017)
- The Last Kingdom – serie TV, episodi 2x01-2x02 (2017)
- L'ispettore Barnaby (Midsomer Murders) – serie TV, episodio 20x04 (2018)
- Trust Me – serie TV, 4 episodi (2019)